# سومرست (نيوجيرسي)
سومرست (بالإنجليزية: Somerset CDP, New Jersey)‏ هي منطقة سكنية تقع بولاية نيوجيرسي في الولايات المتحدة. تبلغ مساحتها 16.692 كم2، وترتفع عن سطح البحر 36 م، بلغ عدد سكانها 22,083 نسمة في عام 2010 حسب إحصاء مكتب تعداد الولايات المتحدة وتصل الكثافة السكانية فيها 1,323 نسمة لكل كيلومتر مربع (3,426.6/ميل2).

## التركيبة السكانية
حدّد مكتب تعداد الولايات المتحدة بيانات التركيبة السكانية لسومرست في تعداد الولايات المتحدة. في ما يلي، التركيبة السكانية حسب تعدادي 2000 و2010.

### تعداد عام 2000
بلغ عدد سكان سومرست 23,040 نسمة بحسب تعداد عام 2000، وبلغ عدد الأسر 8,238 أسرة وعدد العائلات 5,797 عائلة مقيمة في المنطقة السكنية. في حين سجلت الكثافة السكانية 1,380.3 نسمة لكل كيلومتر مربع (3,575.0/ميل2). وبلغ عدد الوحدات السكنية 8,424 وحدة بمتوسط كثافة قدره 504.7 لكل كيلومتر مربع (1,307.2/ميل2).
وتوزع التركيب العرقي للمنطقة السكنية بنسبة 43.94% من البيض و38.55% من الأمريكيين الأفارقة و0.26% من الأمريكيين الأصليين و8.23% من الأمريكيين ذوي الأصول الآسيوية و0.05% من سكان جزر المحيط الهادئ و6.04% من الأعراق الأخرى و2.94% من عرقين مختلطين أو أكثر و12% من الهسبانيون أو اللاتينيون من أي عرق.
بلغ عدد الأسر 8,238 أسرة كانت نسبة 36.1% منها لديها أطفال تحت سن الثامنة عشر تعيش معهم، وبلغت نسبة الأزواج القاطنين مع بعضهم البعض 52.6% من أصل المجموع الكلي للأسر، ونسبة 12.9% من الأسر كان لديها معيلات من الإناث دون وجود شريك، بينما كانت نسبة 4.8% من الأسر لديها معيلون من الذكور دون وجود شريكة وكانت نسبة 29.6% من غير العائلات. تألفت نسبة 22.8% من أصل جميع الأسر من عدة أفراد يعيشون في نفس المنزل ونسبة 6.8% كانت تتألف من شخص يعيش بمفرده يبلغ من العمر 65 عاماً أو أكثر. وبلغ متوسط حجم الأسرة المعيشية 2.78، أما متوسط حجم العائلات فبلغ 3.29.
بلغ العمر الوسطي للسكان 35.6 عاماً. وكانت نسبة 24% من القاطنين تحت سن الثامنة عشر، وكانت نسبة 8.7% بين الثامنة عشر والرابعة والعشرين عاماً، ونسبة 32.4% كانت واقعةً في الفئة العمرية ما بين الخامسة والعشرين والرابعة والأربعين عاماً، ونسبة 23.2% كانت ما بين الخامسة والأربعين والرابعة والستين، ونسبة 11% كانت ضمن فئة الخامسة والستين عاماً فما فوق. يوجد لكل 100 أنثى 94.7 ذكر، ويوجد لكل 100 أنثى في الثامنة عشر من عمرها فما فوق 92.4 ذكر.
بلغ متوسط دخل الأسرة في المنطقة السكنية 87,812 دولارًا، أما متوسط دخل العائلة فبلغ 96,426 دولارًا. وكان متوسط دخل الذكور 65,120 دولارًا مقابل 47,112 دولارًا للإناث. وسجل دخل الفرد الخاص بالمنطقة السكنية 36,901 دولارًا. وكانت نسبة 1.2% من العائلات ونسبة 2.2% من السكان تحت خط الفقر، وكان من هؤلاء نسبة 2.1% تحت سن الثامنة عشر ونسبة 6.9% في الخامسة والستين من العمر وما فوق.

### تعداد عام 2010
بلغ عدد سكان سومرست 22,083 نسمة بحسب تعداد عام 2010، وبلغ عدد الأسر 8,594 أسرة وعدد العائلات 5,548 عائلة مقيمة في المنطقة السكنية. في حين سجلت الكثافة السكانية 1,323 نسمة لكل كيلومتر مربع (3,426.6/ميل2). وبلغ عدد الوحدات السكنية 8,883 وحدة بمتوسط كثافة قدره 532.2 لكل كيلومتر مربع (1,378.4/ميل2).
وتوزع التركيب العرقي للمنطقة السكنية بنسبة 47.04% من البيض و28.88% من الأمريكيين الأفارقة و0.23% من الأمريكيين الأصليين و17.59% من الأمريكيين ذوي الأصول الآسيوية و0.01% من سكان جزر المحيط الهادئ و2.98% من الأعراق الأخرى و3.26% من عرقين مختلطين أو أكثر و9.47% من الهسبانيون أو اللاتينيون من أي عرق.
بلغ عدد الأسر 8,594 أسرة كانت نسبة 30.6% منها لديها أطفال تحت سن الثامنة عشر تعيش معهم، وبلغت نسبة الأزواج القاطنين مع بعضهم البعض 51.1% من أصل المجموع الكلي للأسر، ونسبة 9.9% من الأسر كان لديها معيلات من الإناث دون وجود شريك، بينما كانت نسبة 3.5% من الأسر لديها معيلون من الذكور دون وجود شريكة وكانت نسبة 35.4% من غير العائلات. تألفت نسبة 29% من أصل جميع الأسر من عدة أفراد يعيشون في نفس المنزل ونسبة 9.9% كانت تتألف من شخص يعيش بمفرده يبلغ من العمر 65 عاماً أو أكثر. وبلغ متوسط حجم الأسرة المعيشية 2.50، أما متوسط حجم العائلات فبلغ 3.14.
بلغ العمر الوسطي للسكان 39.8 عاماً. وكانت نسبة 20.3% من القاطنين تحت سن الثامنة عشر، وكانت نسبة 6.6% بين الثامنة عشر والرابعة والعشرين عاماً، ونسبة 30.4% كانت واقعةً في الفئة العمرية ما بين الخامسة والعشرين والرابعة والأربعين عاماً، ونسبة 27.5% كانت ما بين الخامسة والأربعين والرابعة والستين، ونسبة 15.1% كانت ضمن فئة الخامسة والستين عاماً فما فوق. وتوزع التركيب الجنسي للسكان بنسبة 47.7% ذكور و52.3% إناث.